# 高田千裕
高田 千裕（たかだ ちひろ、1月23日 - ）は、日本の女性声優。静岡県出身。81プロデュース所属。

## 略歴
2010年4月1日付で81プロデュースに所属。

## 人物
方言は遠州弁。
趣味・特技はトランペット。

## 出演

### テレビアニメ
2010年
- バクマン。（曽武川）
- ひめチェン!おとぎちっくアイドル リルぷりっ（マメ）

2011年
- 君と僕。（そのちゃん）
- ポケットモンスター ベストウイッシュ（2011年 - 2013年、シキジカ、生徒たち） - 2シリーズ

2012年
- ぴっちぴち♪しずくちゃん（ピーちゃん）
- ヨルムンガンド（エリーネ） - 2シリーズ

2013年
- サーバント×サービス（子供）
- ビーストサーガ（街の女性、アゴールの妻）

2014年
- もっふりモフ☆モフ（モモモフ）

### 劇場アニメ
- 昆虫物語 みつばちハッチ〜勇気のメロディ〜（2010年、コロン）

### OVA
- にじいろ☆プリズムガール シリーズ（2013年 - 2014年、カピたま） - 『ちゃお』2013年9・11・12月号・2014年1月号付録

### 吹き替え

#### 映画
- オズ はじまりの戦い

#### テレビドラマ
- ザ・ミドル 中流家族のフツーの幸せ
- 恋するマンハッタン（ホリー・タイラー〈幼少期〉）
- LUCIFER/ルシファー（トリクシー）

#### アニメ
- おかしなガムボール（マサミ）
- バットマン:ブレイブ&ボールド（ジョージア）
- ぼくらベアベアーズ（グリズ〈幼少期〉）

### その他コンテンツ
- 医療コンテンツ（コウスケ、看護師）